# Kościół Podwyższenia Krzyża Świętego w Spycimierzu
Kościół Podwyższenia Krzyża Świętego – rzymskokatolicki kościół parafialny należący do dekanatu uniejowskiego diecezji włocławskiej.
Obecna świątynia została wzniesiona w latach 1986 - 1992, dzięki staraniom księdza Wojciecha Krzywańskiego i przy ogromnym zaangażowaniu parafian oraz pochodzącego z tej miejscowości ojca Floriana Pełki SI, według projektu mgra inżyniera Jana Kopydłowskiego z Poznania. Jest to budowla murowana z cegły klinkierowej, pokryta blachą miedzianą. Polichromia została wykonana techniką fresku mokrego i sgraffito według projektu mgr Gizeli Klaryski z Torunia i mgr Jerzego Pasternaka z Krakowa. Freski są związane tematyką z wezwaniem świątyni i tysiącletnią obecnością Kościoła w historii narodu polskiego. W nastawę ołtarza głównego są wkomponowane elementy wystroju dawnej świątyni, m.in. rzeźby: Bóg Ojciec (z początku XVIII wieku), Chrystus Ukrzyżowany (z przełomu XVII i XVIII wieku), figury Maryi, św. Jana Ewangelisty, św. Piotra i Pawła (z XVIII wieku), a także św. Stanisława Biskupa (z połowy XVIII wieku) i św. Floriana  (z przełomu XVII i XVIII wieku). 
Kościół został poświęcony przez ówczesnego ordynariusza włocławskiego księdza biskupa Bronisława Dembowskiego w dniu 13 października 1992 roku.  W kościele jest umieszczony dar papieski - popiersie Jana Pawła II, wykonane przez włoskiego artystę Albino Sirsiego
Na pobliskim cmentarzu znajduje się mogiła nieznanego żołnierza polskiego, poległego w walce z niemieckim najeźdźcą we wrześniu 1939 roku. 